# (4062) Schiaparelli
(4062) Schiaparelli es un asteroide que forma parte del cinturón de asteroides y fue descubierto el 28 de enero de 1989 por el equipo del Observatorio Astronómico de San Vittore desde el observatorio homónimo de Bolonia, Italia.

## Designación y nombre
Schiaparelli recibió al principio la designación de 1989 BF.
Más tarde, en 1989,se nombró en honor del astrónomo italiano Giovanni Schiaparelli (1835-1910).

## Características orbitales
Schiaparelli está situado a una distancia media del Sol de 2,243 ua, pudiendo acercarse hasta 1,908 ua y alejarse hasta 2,577 ua. Tiene una excentricidad de 0,1492 y una inclinación orbital de 6,904 grados. Emplea 1227 días en completar una órbita alrededor del Sol.

## Características físicas
La magnitud absoluta de Schiaparelli es 13,4.